# Stanisław Przerębski
Stanisław Przerębski herbu Nowina – cześnik sieradzki w latach 1691–1705, chorąży mniejszy sieradzki (1705–1717).

## Życiorys
Stanisław w latach 1691–1705 był cześnikiem sieradzkim. Jako poseł na sejm elekcyjny 1697 roku i deputat podpisał pacta conventa Augusta II Mocnego. Był konsyliarzem województwa sieradzkiego w konfederacji sandomierskiej 1704 roku. W latach 1705–1717 pełnił funkcję chorążego mniejszego sieradzkiego. 
Jako poseł województwa sieradzkiego był uczestnikiem Walnej Rady Warszawskiej w 1710 roku.